# Leonard Venroy
Leonardus (Leonard) Venroy (gedoopt Gouda, 15 november 1734 - aldaar, 29 mei 1808) was een tekenaar in Gouda gelegen in de toenmalige in de Noordelijke Nederlanden.

## Leven en werk
Venroy werd in 1734 geboren als zoon van Wouter Venroy en Magtildis van Heininge. Venroy was wijnhandelaar en schepen van Gouda. Daarnaast was hij tekenaar. Hij kopieerde - volgens Scheen - "op bedriegelijke manier gravures met de pen". Zijn in 1759 in Rotterdam gemaakt trompe-l'oeil werd in 1998 geveild bij Sotheby's in Amsterdam. Zijn in 1792 getekende portret van de in 1787 gesneuvelde Utrechtse patriot Cornelis Govert Visscher bevindt zich in de collectie van het Centraal Museum van Utrecht. In de collectie van het Rijksmuseum bevindt zich een door hem in 1773 getekend portret - naar het werk van Pieter Tanjé - van de prinsen van Oranje en van Oranje-Nassau. Voor het vervaardigen van een portret tekening van admiraal, schout-bij-nacht Zoutman tijdens diens bezoek aan Gouda ontving Venroy als dank een rotting met gouden knop, die Zoutman in zijn hand had tijdens de Slag bij de Doggersbank.
Venroy overleed in mei 1808 op 73-jarige leeftijd in een huis aan de Gouwe te Gouda. Hij werd begraven op 31 mei 1808. In Gouda werd in 2006 de Venroystraat naar hem genoemd.

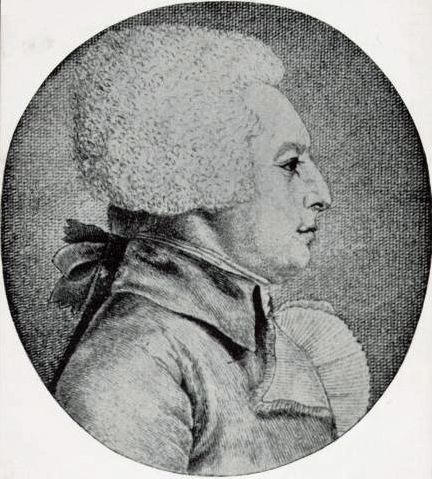
Portret van de Goudse Patriot De Lange van Wijngaerden door Leonard Venroy in 1790

- Biografisch Portaal: 81736809
- RKD-Nederlands Instituut voor Kunstgeschiedenis: 206654